# Luis Hartwig
Luis Hartwig, né le 23 novembre 2002 à Witten en Allemagne, est un footballeur allemand qui joue au poste d'avant-centre.

## Biographie
Né à Witten, Luis est le fils de Knut Hartwig (en), ancien joueur professionnel qui compte plus de 70 sélections avec le Wuppertaler SV, en deuxième division allemande.

### Carrière en club
Luis Hartwig est formé au SV Bommern — club du quartier homonyme de sa ville natale — avant de rejoindre le VfL Bochum en 2015,,,.
Au sein du VfL Bochum, il s'illustre d'abord en équipe de jeunes, buteur régulier en B-Junioren,, puis en A-Junioren (en) — le plus haut niveau du football junior allemand, les moins de 19 ans — où à seulement 17 ans il fait partie des meilleurs buteurs du championnat, dépassé seulement par le jeune prodige Youssoufa Moukoko.
Hartwig fait ses débuts professionnels avec Bochum le 24 janvier 2021, remplaçant Simon Zoller (en) à la 83e minute d'un match de 2. Bundesliga contre le SV Sandhausen, qui se termine en match nul 1-1 à Sandhausen.
Il signe son premier contrat professionnel quelques mois plus tard le liant au club de la Ruhr jusqu'en 2024,,. Alors qu'il passe son Abitur à la fin de la saison, il voit son équipe glaner le titre de champion de D2 allemande, avec ainsi la perspective d'évoluer en Bundesliga la saison suivante,.

### Carrière en sélection
Luis Hartwig est international avec l'équipe d'Allemagne des moins de 19 ans depuis 2020, jouant deux matchs amicaux en septembre, contre la Pologne et la Belgique, aux côtés de joueurs comme Ansgar Knauff ou Jan Thielmann.

## Palmarès
| VfL Bochum - Championnat d'Allemagne de deuxième division (1) - Champion : 2020-2021. |